# 박윤화
박윤화(1978년 6월 13일 ~ )는 대한민국의 은퇴한 축구 선수로서, 선수 시절 포지션은 미드필더이다.

## 출신학교
- 태장초등학교
- 원주중학교
- 원주공업고등학교
- 숭실대학교

## 축구인 생활

### 선수 생활
2001년 안양 LG 치타스 (현 FC 서울)에 입단하여, 2002년 아시안 클럽 챔피언십 준우승에 공헌하였다. 2004년 광주 상무 불사조에 입대해 2006년 군복무를 마치고 2004년 안양 LG 치타스가 서울특별시로 연고를 이전하고 구단명칭을 변경한 FC 서울에 복귀하였다. 2007년 대구 FC로 이적하였고, 2008년 포항 스틸러스로 옮겼지만, 그 해 박희철과의 맞트레이드로 경남 FC로 다시 이적하였다.

## 성인경기 출장경력
| 시즌/대회 | 소속팀           | 출장 | 골 | 도움 |
| --------- | ---------------- | ---- | -- | ---- |
| 2001      | 안양 LG 치타스   | 1    | 0  | 1    |
| 2002      | 안양 LG 치타스   | 14   | 1  | 0    |
| 2003      | 안양 LG 치타스   | 9    | 0  | 1    |
| 2004      | 광주 상무 축구단 | 15   | 1  | 1    |
| 2005      | 광주 상무 축구단 | 17   | 0  | 1    |
| 2006      | FC 서울          | 0    | 0  | 0    |
| 2007      | 대구 FC          | 22   | 0  | 4    |
| 2008      | 포항 스틸러스    | 0    | 0  | 0    |
| 2008      | 경남 FC          | 1    | 0  | 0    |

## 경력

### 선수 경력
- 2001년 ~ 2006년  안양 LG 치타스 / FC 서울
- 2004년 ~ 2005년  광주 상무 불사조 (군복무)
- 2007년  대구 FC
- 2008년  포항 스틸러스
- 2008년 ~ 2009년  경남 FC

## 수상

### 클럽

#### 안양 LG 치타스/FC 서울
- K리그 준우승 1회 (2001년)
- 대한민국 슈퍼컵 우승 1회 (2001년)
- 아시아 클럽 챔피언십 준우승 1회 (2002년)
- 리그컵 우승 1회 (2006년)

#### 경남 FC
- FA컵 준우승 1회 (2008년)